# Edubuntu
Edubuntu este o distribuție membră a familiei Ubuntu de distribuții Linux, special proiectată pentru a fi folosită în scopuri educaționale.
Edubuntu a fost dezvoltat împreună cu profesori din numeroase țări. Edubuntu este construit pe structura Ubuntu, și include clientul ușor Linux Terminal Server Project, și software educațional pentru elevi între 6 și 18 ani.